# Desa Wonorejo (administrativ by i Indonesien, Jawa Timur, lat -7,90, long 114,38)
Desa Wonorejo är en administrativ by i Indonesien.   Den ligger i provinsen Jawa Timur, i den sydvästra delen av landet, 800 km öster om huvudstaden Jakarta.